# Ašina Šjan
Ašina Šjan je bil od leta 708 do 717 šingšivang kagan Zahodnega turškega kaganata in general Generalnega protektorata za pomiritev zahoda. Na ta položaja ga je imenovala dinastija Tang, * ni znano, † 717, Čangan. 

## Življenje
Ko je Laj Džunčen leta 692 usmrtil njegovega očeta, je bil izgnan v Jadžov, vendar so ga leta 703 ponovno poklicali na dvor. 
Leta 708 ga je kralj Džongdžong imenoval za šinšivang kagana (kitajsko, 興昔亡可汗; dobesedno 'kagan, zaradi katerega padli znova vstanejo'). Za njemu podrejenega je bil imenovan Suoge, kasneje imenovan za šisišing kagana (kitajsko 十四姓可汗, dobesedno 'kagan štirinajstih plemen').
Leta 714 je bil Šjan po Suogejevi smrti v bitki pri Bolčuju imenovan za vojaškega komisarja (碛西) in poslan v Sujab, da zapolni vakuum oblasti. 
Medtem je zelo vplivna oseba postal Tuluk, a so Tangi leta 716 kljub temu  za šišing kagana imenovali Ašina Šjana  in Suluka za njegovega namestnika. Naraščajoče Sulukove ambicije so junija in julija leta 717 povzročile vojno in Šjanov poraz. Šjan se je po prazu umaknil v Čangan, kjer je leta 717 umrl. Nasledil ga je sin Ašina Džen.